# Кеддари, Симо
Васси́м Кеддари́ Були́ф (исп. Wassim Keddari Boulif; род. 3 февраля 2005, Тарраса, Каталония) — испанский футболист алжирского происхождения, защитник клуба «Аль-Араби».

## Клубная карьера
Кеддари — воспитанник клуба «Эспаньол». В 2021 году Симо дебютировал за дублирующий состав клуба. 4 сентября 2022 года в матче против «Атлетик Бильбао» он дебютировал в Ла Лиге. Летом 2023 года Кддери перешёл в катарский «Аль-Араби». Сумма трансфера составила 5 млн. евро. 16 августа в матче против «Эш-Шамаль» он дебютировал в чемпионате Катаре.

## Международная карьера
В 2022 году в составе юношеской сборной Испании Кеддари принял участие в юношеском чемпионате Европы в Израиле. На турнире он сыграл в матчах против команд Турции, Бельгии, Сербии, Португалии.
В 2023 году в составе юношеской сборной Испании Кеддари принял участие в юношеском чемпионате Европы на Мальте. На турнире он сыграл в матче против команды Норвегии.
В 2024 году в составе юношеской сборной Испании Кеддари принял участие в юношеском чемпионате Европы в Северной Ирландии. На турнире он сыграл в матчах против сборных Дании, Турции, Италии и дважды Франции.

## Достижения
Сборная Испании (до 19 лет)
- Победитель чемпионата Европы (до 19 лет): 2024